# Chelmondiston
Chelmondiston è un villaggio con status di parrocchia civile dell'Inghilterra sud-orientale, facente parte della contea del Suffolk e del distretto di Babergh e situato lungo il corso del fiume Orwell, nella penisola di Shotley (Shotley Peninsula). Il solo villaggio conta circa 900 abitanti, mentre l'intera parrocchia civile conta una popolazione di circa 1 000 abitanti.

## Geografia fisica
Chelmondiston si trova tra le località di Ipswich ed Erwarton (rispettivamente a sud/sud-est della prima e a nord della seconda).
Il solo villaggio occupa un'area di 0,4879 km², mentre l'intera parrocchia civile occupa un'area di 5161 km².
Il villaggio di Chelmondiston si trova nella parte nord-occidentale della parrocchia civile, che, nel suo tratto settentrionale si affaccia lungo la sponda meridionale del fiume Orwell.

## Storia
Nel 1266 venne eretta una chiesa in loco. Questa chiesa, dedicata a Sant'Andrea, venne distrutta da una bomba il 10 dicembre 1944.

## Monumenti e luoghi d'interesse

### Architetture religiose
Principale edificio religioso di Chelmondiston è la chiesa di Sant'Andrea, realizzata nel 1957 come ricostruzione dell'edificio andato distrutto nel 1944.

### Architetture civili

#### Memoriale di guerra
Altro monumento di Chelmondiston è il memoriale di guerra, eretto nel 1919 in memoria dei caduti del primo conflitto mondiale.

## Società

### Evoluzione demografica

#### Villaggio
Al censimento del 2021, il villaggio di Chelmondiston contava una popolazione pari a 922 unità, in maggioranza (486) di sesso femminile.
La popolazione al di sotto dei 18 anni era pari a 130 unità (di cui 66 erano i bambini al di sotto dei 10 anni), mentre la popolazione dai 65 anni in su era pari a 323 unità (di cui 92 erano le persone dagli 80 anni in su). 871 abitanti sono nativi del Regno Unito e 18 da Paesi dell'Unione Europea.
La località ha conosciuto un lieve decremento demografico rispetto al 2011, quando la popolazione censita era pari a 938 unità. Questo dato era però in aumento rispetto alla precedente rilevazione del 2001, quando il villaggio di Chelmondiston contava 918 abitanti.

#### Parrocchia civile
Al censimento del 2021, la parrocchia civile di Chelmondiston contava una popolazione pari a 1 025 unità, in maggioranza (539) di sesso femminile.
La popolazione al di sotto dei 18 anni era pari a 142 unità (di cui 68 erano i bambini al di sotto dei 10 anni), mentre la popolazione dai 65 anni in su era pari a 345 unità (di cui 97 erano le persone dagli 80 anni in su). 964 abitanti sono nativi del Regno Unito e 21 da Paesi dell'Unione Europea.
La parrocchia civile ha conosciuto un lieve decremento demografico rispetta al 2011, quando la popolazione censita era pari a 1 054 unità. Questo dato era però in aumento rispetto alla precedente rilevazione del 2001, quando la parrocchia civile di Chelmondiston contava 1 018 abitanti.

## Geografia antropica

### Suddivisioni amministrative
Villaggi della parrocchia civile di Chelmondiston
- Chelmondiston
- Pin Mill